# 波蘭足球協會
波蘭足球協會（波蘭語：Polski Związek Piłki Nożnej，簡稱PZPN）是波蘭的足球主管團體，總部設於華沙，負責組織各級聯賽（其中頂級聯賽的管理權自2005年11月18日起轉交給波超公司）、波蘭盃、波蘭超級盃、及波蘭國家足球隊。
波蘭足球協會是的前身是於1911年6月25日在受奧匈帝國統治的利沃夫成立的波蘭足球聯盟，隸屬於現奧地利足球協會的前身「奧地利足球聯盟」（Österreichischer Fußball-Verband）。直到奧匈帝國解體，波兰第二共和国成立后的1919年12月20日，獨立的波蘭足球協會才正式成立。
1923年4月20日，波兰足协加入国际足联。1955年3月2日，加入欧洲足联。

## 历届主席
自1999年以来：
- 米哈乌·利斯特凯维奇（英语：Michał Listkiewicz） (1999年3月–2008年10月)
- 格热戈日·拉托 (2008年10月–2012年10月)
- 日比格涅夫·博涅克 (2012年10月–2021年8月)
- 塞扎里·库莱萨（英语：Cezary Kulesza） (2021年8月–)

## 外部連結
- Polish Football Association （页面存档备份，存于）
- Poland （页面存档备份，存于） at FIFA site
- Poland （页面存档备份，存于） at UEFA site